# Julien Prosser
Julien Prosser (* 11. Juni 1972 in Bunbury) ist ein ehemaliger australischer Beachvolleyballspieler.

## Karriere
Prosser spielte 1990 seine ersten internationalen Turniere mit Andrew Burdin. Das Duo erreichte bei FIVB-Turnieren einen dritten Rang in Yokohama sowie vierte Plätze in Sydney, Enoshima und bei den Goodwill Games 1994 in Sankt Petersburg. 1995 kam Prosser mit seinem langjährigen Partner Lee Zahner zusammen. Im olympischen Turnier 1996 wurden Prosser/Zahner Neunte. Den gleichen Rang belegten sie im folgenden Jahr bei der Weltmeisterschaft in Los Angeles. Noch besser verlief die WM 1999 in Marseille, wo die beiden Australier nur knapp den Einzug ins Halbfinale verpassten. Im Jahr 2000 wurden sie bei den Spielen in Sydney vor eigenem Publikum wieder Olympia-Neunte, da sie im Achtelfinale den Schweizer Brüdern Martin und Paul Laciga unterlagen. Bei der Weltmeisterschaft 2001 wurden sie Sieger ihrer Vorrundengruppe und bezwangen in der ersten Hauptrunde das deutsche Duo Ahmann/Hager, ehe sie sich im Achtelfinale den Brasilianern Emanuel/Tande geschlagen geben mussten. Ende 2002 trennten sich ihre Wege.
Prosser trat in den nächsten beiden Jahren mit Mark Williams an und wurde mit ihm gleich australischer Meister. Es war der vierzehnte und letzte Landesmeistertitel seiner Karriere. Die beiden erreichten bei der WM 2003 wieder das Achtelfinale, wo es eine Niederlage gegen die Schweizer Heuscher/Kobel gab. In der folgenden Saison standen die Australier noch einmal im Finale des höchsten Wettbewerbs auf nationaler Ebene. 2004 in Athen spielte Prosser sein drittes olympisches Turnier und erreichte mit Williams das Spiel um Bronze, das die Australier mit 13:15 im Tiebreak gegen Heuscher/Kobel verloren, denen sie bereits in der Vorrunde unterlegen waren.
2005 stand der in Western Australia geborene Athlet noch einmal im Finale seines Heimatlandes, diesmal mit dem Schweizer Sascha Heyer. Anschließend  bildete er ein neues Duo mit Brett Richardson. Bei der WM in Berlin gab es eine weitere Niederlage gegen die olympischen Bronzemedaillengewinner, bevor die US-Amerikaner Blanton/Wong für das endgültige Aus von Prosser/Richardson sorgten. Ein Jahr später gewannen die beiden die nationale Beachtour. Das Open-Turnier in Stare Jabłonki sah den letzten internationalen Auftritt von Julien Prosser. Er beendete 2007 endgültig seine Karriere, nachdem er in der Saison zuvor noch der Spieler mit den meisten erzielten Punkten bei Turnieren in Australien wurde. 2012 wurde er in die Hall of Fame von Volleyball Australia aufgenommen.

## Auszeichnungen
- 1993: Most Outstanding männlicher Beachvolleyballspieler Australiens
- 1994: Most Outstanding männlicher Beachvolleyballspieler Australiens
- 1995: Most Outstanding männlicher Beachvolleyballspieler Australiens
- 1996: Most Outstanding männlicher Beachvolleyballspieler Australiens
- 2005: Most Outstanding männlicher Beachvolleyballspieler Australiens[7]
- 2012: Aufnahme in die Hall of Fame von Volleyball Australia